# Dual d'un espace vectoriel topologique
En mathématiques, en vue d'un certain nombre d'applications (théorie des distributions, des hyperfonctions, et leur utilisation notamment pour l'étude des équations aux dérivées partielles,,), il est nécessaire de développer et d'étudier la notion de dual d'un espace vectoriel topologique, plus générale que celle de dual d'un espace vectoriel normé. Néanmoins, la théorie de la dualité n'est fructueuse et utile que dans le cadre des espaces localement convexes, dont la théorie a été fondée par Andreï Kolmogorov et John von Neumann en 1935. La théorie de la dualité dans ces espaces s'est développée dans les années suivantes, avec les contributions importantes de Gottfried Köthe (sur les espaces de suites), de Jean Dieudonné et de George Mackey, ; puis l'article cosigné par Jean Dieudonné et Laurent Schwartz, sa généralisation par Nicolas Bourbaki, les travaux d'Alexandre Grothendieck,,,, enfin la parution entre 1953 et 1955 de la première édition du Livre des Éléments de mathématique de N. Bourbaki consacré aux espaces vectoriels topologiques, en ont marqué la maturité,. Une première approche consiste à considérer deux espaces vectoriels E et F (sans topologie a priori) et à les mettre en dualité au moyen d'une forme bilinéaire, si possible non dégénérée. Une autre approche consiste à partir d'un espace localement convexe E, puis considérer son dual topologique {\displaystyle E^{\prime }} ; dans ce cas, E et {\displaystyle E^{\prime }} sont naturellement mis en dualité au moyen de la « forme bilinéaire canonique ». Tous les résultats obtenus dans la première approche sont valides dans la seconde ; suivant la nature de l'espace localement convexe E, on peut obtenir certaines propriétés supplémentaires.

## Espaces en dualité

### Définition et propriétés élémentaires
Soit E et F deux espaces localement convexes sur le corps k des réels ou des complexes. Ils sont mis en dualité si l'on s'est donné une forme bilinéaire {\displaystyle B:E\times F\rightarrow k}.
On appelle topologie faible sur E (resp. sur F) définie par la dualité entre E et F la topologie la moins fine rendant continues les formes linéaires {\displaystyle x\mapsto B(x,y)} (resp. {\displaystyle y\mapsto B(x,y)}). Cette topologie est notée {\displaystyle \sigma (E,F)} (resp. {\displaystyle \sigma (F,E)}). La topologie {\displaystyle \sigma (E,F)} est définie par les semi-normes {\displaystyle p_{y}:x\mapsto \left\vert B\left(x,y\right)\right\vert } et elle est donc localement convexe.
La topologie {\displaystyle \sigma (E,F)} est séparée si, et seulement si pour tout {\displaystyle x\neq 0} dans E, il existe {\displaystyle y\in F} tel que {\displaystyle B(x,y)\neq 0}. Dans ce cas, on peut identifier E à un sous-espace vectoriel du dual algébrique {\displaystyle F^{\ast }} de F en identifiant x avec la forme linéaire {\displaystyle s_{x}:y\mapsto B(x,y)} (l'application linéaire {\displaystyle s:x\mapsto s_{x}} étant injective de E dans {\displaystyle F^{\ast }}).
Lorsque la forme bilinéaire B est non dégénérée (ce qu'on suppose dans ce qui suit), on dit que E et F sont en dualité séparante ; E s'identifie alors à un sous-espace de {\displaystyle F^{\ast }} (en identifiant, comme ci-dessus, un élément x de E avec la forme linéaire {\displaystyle s_{x}}), F à un sous-espace de {\displaystyle E^{\ast }} (en identifiant de la même manière un élément y de F avec une forme linéaire {\displaystyle d_{y}}), B  à la restriction à {\displaystyle E\times F} de la forme bilinéaire canonique {\displaystyle (x,x^{\ast })\mapsto <x,x^{\ast }>}, et on écrit {\displaystyle B(x,y)=<x,y>}.

### Ensembles polaires
Soit M une partie de E. On appelle polaire de M dans F l'ensemble {\displaystyle M^{\circ }} des {\displaystyle y\in F} tels que {\displaystyle \Re \left(\left\langle x,y\right\rangle \right)\geq -1} pour tout {\displaystyle x\in M}.
Cet ensemble contient 0 et est convexe, fermé dans F pour la topologie σ(F, E). On a {\displaystyle M\subset M^{\circ \circ }} et {\displaystyle M^{\circ }=M^{\circ \circ \circ }}.
En conséquence du théorème de Hahn-Banach, le bipolaire {\displaystyle M^{\circ \circ }} est l'enveloppe convexe fermée de {\displaystyle M\cup \left\{0\right\}} pour la topologie σ(E, F) (« théorème des bipolaires »). En particulier si M est convexe et contient 0, son bipolaire est simplement son adhérence dans E pour la topologie σ(E, F).
Si M est même un sous-espace vectoriel de E, alors le fermé {\displaystyle M^{\circ }} est égal à {\displaystyle \left\{y\in F\mid \left\langle M,y\right\rangle =0\right\}}, qui est un sous-espace vectoriel de F.

### Topologie quotient
Soit M un sous-espace vectoriel de E et considérons l'espace quotient {\displaystyle F/M^{\circ }}.  Soit {\displaystyle {\overline {B}}:M\times F/M^{\circ }\rightarrow k:(x,{\overline {y}})\mapsto <x,y>} où {\displaystyle {\overline {y}}} est l'image canonique de y dans {\displaystyle F/M^{\circ }}. Il est immédiat que la forme bilinéaire {\displaystyle {\overline {B}}} est bien définie et non dégénérée, et met donc en dualité séparante M et {\displaystyle F/M^{\circ }}.
Pour que la topologie quotient, induite sur {\displaystyle F/M^{\circ }} par {\displaystyle \sigma (F,E)}, soit identique à la topologie {\displaystyle \sigma (F/M^{\circ },M)}, il faut et il suffit que M soit fermé dans E pour la topologie {\displaystyle \sigma (E,F)}.

### Transposée d'une application linéaire continue
Soit {\displaystyle \left(E,E_{1}\right)}, {\displaystyle \left(F,F_{1}\right)} deux couples d'espaces vectoriels en dualité séparante. Pour faciliter la lecture de ce qui suit, écrivons {\displaystyle E^{\prime }=E_{1}} et {\displaystyle F^{\prime }=F_{1}} (en notant bien qu'ici, {\displaystyle E^{\prime }} et {\displaystyle F^{\prime }} ne désignent pas les duals d'espaces vectoriels topologiques donnés a priori E et F). Les espaces E, F, {\displaystyle E^{\prime }} et {\displaystyle F^{\prime }} sont munis des topologies faibles.
Théorème et définition — 
(1) Soit {\displaystyle u:E\rightarrow F} une application linéaire. Les conditions suivantes sont équivalentes :
(a) u est continue ;
(b) il existe une application {\displaystyle v:F^{\prime }\rightarrow E^{\prime }} telle que l'on ait
{\displaystyle \left\langle u\left(x\right),y^{\prime }\right\rangle =\left\langle x,v\left(y^{\prime }\right)\right\rangle }
pour tous {\displaystyle x\in E} et {\displaystyle y^{\prime }\in F^{\prime }}.
Dans ces conditions, v est unique ; elle est linéaire et continue.
(2) L'application v ci-dessus est appelée la transposée de u et est notée {\displaystyle ^{t}u}. On a {\displaystyle ^{t}\left(^{t}u\right)=u}.
Dans la suite, l'application linéaire u est supposée continue ; on a les résultats suivants :
Proposition — 
(1) On a
{\displaystyle (i)~~{\rm {ker\left(^{t}u\right)=\left({\rm {im\left(u\right)}}\right)^{0}}}},  {\displaystyle ~~(ii)~~{\overline {\rm {im\left(^{t}u\right)}}}={\rm {ker\left(u\right)^{0}}}}
(2) Pour que u soit un morphisme strict, il faut et il suffit que {\displaystyle {\rm {im\left(^{t}u\right)}}} soit un sous-espace fermé de {\displaystyle F^{\prime }}.
Voyons une conséquence de ce qui précède en utilisant le langage des suites exactes : soit {\displaystyle \left(E,E^{\prime }\right)}, {\displaystyle \left(F,F^{\prime }\right)}, {\displaystyle \left(G,G^{\prime }\right)} trois couples d'espaces vectoriels en dualité séparante, et considérons une suite d'applications linéaires continues (au sens des topologies faibles)
(S): {\displaystyle E{\overset {\phi }{\longrightarrow }}F{\overset {\psi }{\longrightarrow }}G}
Soit la « suite duale »
(S'): {\displaystyle E^{\prime }{\overset {^{t}\phi }{\longleftarrow }}F^{\prime }{\overset {^{t}\psi }{\longleftarrow }}G^{\prime }}.
Pour que la suite (S) soit exacte, il faut et il suffit que
(a) {\displaystyle ^{t}\phi \circ ^{t}\psi =0},
(b) {\displaystyle {\rm {im(^{t}\psi )}}} soit dense dans {\displaystyle {\rm {ker(^{t}\phi )}}},
(c) {\displaystyle ^{t}\phi } soit un morphisme strict de {\displaystyle F^{\prime }} dans {\displaystyle E^{\prime }}.
Par conséquent, si la suite (S) (resp. (S')) est exacte et si {\displaystyle \psi } (resp. {\displaystyle ^{t}\phi }) est un morphisme strict, alors la suite (S') (resp. (S)) est exacte. (Ce résultat est valide avec des topologies fortes si E, F et G sont des espaces de Fréchet-Schwartz.)

## Dual d'un espace localement convexe

### Généralités
Soit maintenant E un espace localement convexe sur le corps k des réels ou des complexes ; notons {\displaystyle \iota (E)} sa topologie, dite initiale. Notons {\displaystyle E^{\prime }} son dual topologique, à savoir l'espace des formes linéaires continues pour la topologie {\displaystyle \iota (E)}, et {\displaystyle E^{*}} son dual algébrique ({\displaystyle E^{\prime }\subset E^{*}}).
La forme bilinéaire canonique est l'application {\displaystyle (x,x^{\prime })\mapsto x^{\prime }(x)=<x,x^{\prime }>} (où {\displaystyle x\in E}, {\displaystyle x^{\prime }\in E^{\prime }}). Elle met E et {\displaystyle E^{\prime }} en dualité séparante.
Soit {\displaystyle x^{*}\in E^{*}} ; alors  {\displaystyle x^{*}\in E^{\prime }} si, et seulement si son noyau H est un hyperplan fermé dans E.
La condition est évidemment nécessaire. Montrons qu'elle est suffisante : si H est fermé, l'espace quotient {\displaystyle E/H} est un espace localement convexe séparé de dimension 1 sur k. On a {\displaystyle x^{*}=g\circ \phi } où {\displaystyle \phi } est la surjection canonique de E sur {\displaystyle E/H}, et est donc continue, et où g est une forme linéaire sur {\displaystyle E/H}, et est donc continue puisque {\displaystyle E/H} est de dimension finie.
La topologie {\displaystyle \sigma (E,E^{\prime })} est appelée la topologie affaiblie sur E. Elle est moins fine que {\displaystyle \iota (E)}.

### Topologies sur le dual

#### Bornologies et espaces disqués
- Soit X un ensemble et {\displaystyle {\mathfrak {B}}} un ensemble de parties de X. On dit que {\displaystyle {\mathfrak {B}}} est une bornologie si (a) toute partie d'un élément de {\displaystyle {\mathfrak {B}}} est un élément de {\displaystyle {\mathfrak {B}}} ; (b) toute réunion finie d'éléments de {\displaystyle {\mathfrak {B}}} est un élément de {\displaystyle {\mathfrak {B}}} ; (c) tout singleton {\displaystyle \left\{x\right\}} appartient à {\displaystyle {\mathfrak {B}}}[23]. Une base d'une bornologie {\displaystyle {\mathfrak {B}}} est un sous-ensemble {\displaystyle {\mathfrak {B}}_{1}} de {\displaystyle {\mathfrak {B}}} tel que tout élément de {\displaystyle {\mathfrak {B}}} est inclus dans un élément de {\displaystyle {\mathfrak {B}}_{1}}. Si X est un espace vectoriel sur le corps k des réels ou des complexes, une bornologie {\displaystyle {\mathfrak {B}}} sur X est dite compatible avec la structure vectorielle de X (ou est dite « vectorielle ») si, de plus, les propriétés suivantes sont satisfaites : (d) si {\displaystyle A,B\in {\mathfrak {B}}}, alors {\displaystyle A+B\in {\mathfrak {B}}}, (e) si  {\displaystyle A\in {\mathfrak {B}}} et {\displaystyle \lambda \in k}, alors {\displaystyle \lambda A\in {\mathfrak {B}}}. On dit alors que X, muni de la bornologie {\displaystyle {\mathfrak {B}}}, est un espace vectoriel bornologique, que l'on note {\displaystyle X_{\mathfrak {B}}}[24]. Soit {\displaystyle X^{*}} le dual algébrique de X ; pour tout {\displaystyle x^{*}\in X^{*}} et tout {\displaystyle A\in {\mathfrak {B}}}, soit

{\displaystyle p_{A}(x^{*})=\sup \limits _{x\in A}\left\vert \left\langle x,x^{\ast }\right\rangle \right\vert }
(où {\displaystyle \left\langle -,-\right\rangle } est la forme bilinéaire canonique) et soit {\displaystyle (X_{\mathfrak {B}})^{\prime }} l'ensemble des {\displaystyle x^{*}\in X^{*}} tels que {\displaystyle p_{A}(x^{*})<\infty } pour tout {\displaystyle A\in {\mathfrak {B}}}. Il est immédiat que {\displaystyle (X_{\mathfrak {B}})^{\prime }} est un sous-espace vectoriel de {\displaystyle X^{*}} et que les {\displaystyle p_{A},A\in {\mathfrak {B}}}, forment une famille de semi-normes sur {\displaystyle (X_{\mathfrak {B}})^{\prime }} qui en fait un espace localement convexe, dual de l'espace vectoriel bornologique {\displaystyle X_{\mathfrak {B}}}. Cet espace est séparé et sa topologie est celle de la convergence uniforme sur les éléments de {\displaystyle {\mathfrak {B}}}. Si {\displaystyle {\mathfrak {B}}_{1}\subset {\mathfrak {B}}_{2}}, la bornologie {\displaystyle {\mathfrak {B}}_{1}} est dite plus fine que {\displaystyle {\mathfrak {B}}_{2}}, car l'application identité est bornée (i.e. transforme un borné de {\displaystyle X_{{\mathfrak {B}}_{1}}} en un borné de {\displaystyle X_{{\mathfrak {B}}_{2}}}).
- Soit E un espace localement convexe. Rappelons qu'un ensemble {\displaystyle A\subset E} est dit borné  s'il est absorbé par tout voisinage de 0. On dit qu'une bornologie {\displaystyle {\mathfrak {B}}} de E est compatible avec la topologie de E (ou est dite adaptée) si pour tout {\displaystyle A\in {\mathfrak {B}}}, A est borné et son adhérence est bornée. Un espace localement convexe muni d'une bornologie adaptée est appelée un espace disqué. On obtient un espace disqué à partir d'un espace localement convexe en prenant comme bornologie, par exemple, l'ensemble des bornés de E (bornologie canonique) ou l'ensemble des parties précompactes de E; ou encore, si E est séparé, en prenant comme base de la bornologie les « disques » compacts (un disque est une partie convexe équilibrée).
- Dans tout ce qui suit, E est un espace localement convexe, {\displaystyle E^{\prime }} est son dual topologique et {\displaystyle {\mathfrak {S}}} est une bornologie de E. Soit F un second espace localement convexe. On note {\displaystyle {\mathcal {L}}_{\mathfrak {S}}(E;F)} l'espace des applications linéaires continues de E dans F, muni de la {\displaystyle {\mathfrak {S}}}-topologie, à savoir la topologie de la convergence uniforme sur les parties de {\displaystyle {\mathfrak {S}}}. Sur  {\displaystyle {\mathcal {L}}(E;F)}, la {\displaystyle {\mathfrak {S}}}-topologie est localement convexe et coïncide avec la {\displaystyle {\mathfrak {\tilde {S}}}}-topologie où {\displaystyle {\mathfrak {\tilde {S}}}} est la plus petite bornologie adaptée à E contenant {\displaystyle {\mathfrak {S}}} (ou, en d'autres termes, la topologie adaptée à E engendrée par {\displaystyle {\mathfrak {S}}})[25].
- Ceci s'applique dans le cas où F = k, donc où {\displaystyle {\mathcal {L}}(E;F)=E'}, et {\displaystyle {\mathcal {L}}_{\mathfrak {S}}(E;F)} est alors noté {\displaystyle E_{\mathfrak {S}}^{\prime }}. Sauf avis du contraire, {\displaystyle {\mathfrak {S}}} désigne une bornologie adaptée à E; quand cela ne sera pas le cas, la plus petite bornologie adaptée à E contenant {\displaystyle {\mathfrak {S}}} sera notée {\displaystyle {\mathfrak {\tilde {S}}}}. La famille {\displaystyle {\mathfrak {S}}^{0}} des polaires des éléments de {\displaystyle {\mathfrak {S}}} forme une base de voisinages de 0 dans  {\displaystyle E_{\mathfrak {S}}^{\prime }}. On a {\displaystyle {\mathfrak {S}}_{1}\subset {\mathfrak {S}}_{2}} (autrement dit, la bornologie {\displaystyle {\mathfrak {S}}_{1}} est plus fine que {\displaystyle {\mathfrak {S}}_{2}}) si, et seulement si la {\displaystyle {\mathfrak {S}}_{1}}-topologie de {\displaystyle E^{\prime }} est moins fine que sa {\displaystyle {\mathfrak {S}}_{2}}-topologie, autrement dit tout ouvert dans {\displaystyle E_{{\mathfrak {S}}_{1}}^{\prime }} est ouvert dans {\displaystyle E_{{\mathfrak {S}}_{2}}^{\prime }} ; à l'inverse, tout ensemble précompact dans {\displaystyle E_{{\mathfrak {S}}_{2}}^{\prime }} est précompact dans {\displaystyle E_{{\mathfrak {S}}_{1}}^{\prime }}.

#### Principales topologies sur le dual
Les bornologies les plus usuelles dont les suivantes :
(1) {\displaystyle {\mathfrak {S}}=\sigma }, ensemble des parties finies de E. La topologie {\displaystyle \sigma (E^{\prime },E)} est appelée la topologie faible de {\displaystyle E^{\prime }}. On précise parfois qu'il s'agit de la « topologie *-faible » pour la distinguer de la « topologie faible » {\displaystyle \sigma (E^{\prime },E^{\prime \prime })}. La bornologie {\displaystyle \sigma } n'est pas adaptée à E, et {\displaystyle {\tilde {\sigma }}} est la bornologie adaptée la plus fine, constituée des ensembles A inclus dans un sous-espace de dimension finie et bornés dans cet espace.
(2) {\displaystyle {\mathfrak {S}}=\gamma }, ensemble des parties convexes compactes de E, si E est séparé.
(3) {\displaystyle {\mathfrak {S}}=c}, ensemble des parties compactes de E, si E est séparé.
(4)  {\displaystyle {\mathfrak {S}}=\rho }, ensemble des parties relativement compactes de E, si E est séparé.
(5) {\displaystyle {\mathfrak {S}}=\kappa }, ensemble des parties précompactes de E.
(6) {\displaystyle {\mathfrak {S}}=\beta }, ensemble des parties bornées de E. Cette bornologie est dite canonique, et la topologie {\displaystyle \beta (E^{\prime },E)} est appelée la topologie forte de {\displaystyle E^{\prime }}.
Les {\displaystyle {\mathfrak {S}}}-topologies ci-dessus vont de la moins fine à la plus fine (tandis que les bornologies vont de la plus fine à la moins fine).

### Parties équicontinues du dual deE
Dans ce qui suit, {\displaystyle E_{\iota }} (resp. {\displaystyle E_{\sigma }}) désigne l'espace vectoriel E muni de la topologie initiale {\displaystyle \iota (E)} (resp. la topologie faible {\displaystyle \sigma (E,E^{\prime })}). Quand on parle ci-dessous de polaire, c'est relativement à la dualité entre E et {\displaystyle E^{\prime }}.
- Rappelons qu'une partie M de {\displaystyle E^{\prime }} est équicontinue si, et seulement si

pour tout {\displaystyle \varepsilon >0} il existe un voisinage V de 0 dans {\displaystyle E_{\iota }} tel que {\displaystyle \left\vert \left\langle x,x^{\prime }\right\rangle \right\vert \leq \varepsilon } pour tous {\displaystyle x\in V} et {\displaystyle x^{\prime }\in M}.
- Si M est une partie de {\displaystyle E^{\prime }}, on montre facilement que les conditions suivantes sont équivalentes :

(a) M est équicontinue ;
(b) M est incluse dans le polaire d'un voisinage de 0 dans {\displaystyle E_{\iota }} ;
(c) le polaire de M est un voisinage de 0 dans {\displaystyle E_{\iota }}.
Par conséquent, la topologie {\displaystyle \iota (E)} est identique à la topologie de la convergence uniforme sur les parties équicontinues de {\displaystyle E^{\prime }}. 
Les parties équicontinues de {\displaystyle E^{\prime }} sont bornées dans {\displaystyle E_{\beta }^{\prime }}, et les parties bornées de {\displaystyle E_{\beta }^{\prime }} sont bornées dans {\displaystyle E_{\sigma }^{\prime }}. Le résultat qui suit est appelé le théorème de Banach-Alaoglu-Bourbaki ; il généralise le théorème de Banach-Alaoglu, valide dans le cas des espaces de Banach :
Théorème — Toute partie équicontinue de {\displaystyle E^{\prime }} est relativement compacte pour la topologie faible {\displaystyle \sigma (E^{\prime },E)}.
On a la caractérisation suivante des espaces tonnelés : 
Théorème — Soit E un espace localement convexe. Les conditions suivantes sont équivalentes :
(a) E est tonnelé ;
(b) les parties équicontinues du dual {\displaystyle E^{\prime }} de E coïncident avec les parties bornées de {\displaystyle E_{\sigma }^{\prime }}.
Procédons à la classification des parties bornées du dual {\displaystyle E^{\prime }} de E :
(a) les ensembles équicontinus ;
(b) les ensembles dont l'enveloppe équilibrée fermée convexe est compacte pour la topologie *-faible {\displaystyle \sigma (E^{\prime },E)} ;
(c) les ensembles relativement compacts pour la topologie *-faible  {\displaystyle \sigma (E^{\prime },E)} (on dit encore : les ensembles *-faiblement relativement compacts) ;
(c') les ensembles fortement bornés ;
(d) les ensembles *-faiblement bornés (ou, de manière équivalente, les ensembles *-faiblement précompacts).
Dans le cas général, (a) {\displaystyle \subset } (b) {\displaystyle \subset } (c) {\displaystyle \subset } (d), (b) {\displaystyle \subset } (c')  {\displaystyle \subset } (d). 
Les cas particuliers sont : (a) = (b) si, et seulement si E est un espace de Mackey (voir infra), (a) = (c') si, et seulement si E est un espace infratonnelé (une condition suffisante pour qu'on ait cette égalité est donc que E soit bornologique), (b) = (d) si, et seulement si {\displaystyle E^{\prime }} est quasi complet pour la topologie  {\displaystyle \sigma (E^{\prime },E)}, (c') = (d) si E est semi-réflexif (voir infra) ou semi-complet (en particulier, si E est quasi complet), (a) = (d) si, et seulement si E est un espace tonnelé (théorème de Banach-Steinhaus).
En outre, si E est un espace localement convexe tonnelé et semi-complet, les ensembles ci-dessus coïncident avec : 
(e) les ensembles bornés pour la {\displaystyle {\mathfrak {S}}}-topologie de {\displaystyle E^{\prime }}, pour toute bornologie adaptée {\displaystyle {\mathfrak {S}}}.
- La considération des sous-ensembles équicontinus de {\displaystyle E^{\prime }} permet d'obtenir un critère de complétude de E, dû à Grothendieck[13] :

Soit E un espace localement convexe séparé. Les conditions suivantes sont équivalentes :
(i) E est complet ;
(ii) une forme linéaire sur {\displaystyle E_{\sigma }^{\prime }} est continue si, et seulement si sa restriction à toute partie équicontinue M de  {\displaystyle E^{\prime }} est continue (pour {\displaystyle \sigma (E^{\prime },E)}).

### Propriétés du dual
Soit E un espace localement convexe séparé et {\displaystyle {\mathfrak {S}}} une bornologie. 
On a vu plus haut que {\displaystyle E_{\mathfrak {S}}^{\prime }} est un espace localement convexe séparé.
Si E est un espace tonnelé, {\displaystyle E_{\mathfrak {S}}^{\prime }} est quasi complet.
Si E est un espace bornologique, le dual fort {\displaystyle E_{\beta }^{\prime }} est complet (et c'est un espace (DF) si E est métrisable).
Si E est un espace normé (donc bornologique), {\displaystyle E_{\beta }^{\prime }} est normé complet, donc un espace de Banach.

### Topologies deEcompatibles avec la dualité
Soit E et F deux espaces en dualité séparante, et considérons de nouveau, pour tout {\displaystyle y\in F}, la forme linéaire {\displaystyle d_{y}} sur E. Soit {\displaystyle {\mathfrak {T}}} une topologie localement convexe sur E. Elle est dite compatible avec la dualité entre E et F si {\displaystyle d:y\mapsto d_{y}} est une bijection de F sur le dual de l'espace localement convexe obtenu en munissant E de {\displaystyle {\mathfrak {T}}}.
La topologie {\displaystyle \sigma (E,F)} est évidemment compatible avec la dualité. Le résultat suivant est dû à Mackey :
Théorème et définition — (1) On appelle topologie de Mackey la {\displaystyle {\mathfrak {S}}^{\prime }}-topologie où {\displaystyle {\mathfrak {S}}^{\prime }} est l'ensemble des parties convexes de F, compactes pour {\displaystyle \sigma (F,E)}. Cette topologie est notée {\displaystyle \tau (E,F)}.
(2) La topologie {\displaystyle {\mathfrak {T}}} est compatible avec la dualité entre E et F si, et seulement si elle est plus fine que {\displaystyle \sigma (E,F)} et moins fine que {\displaystyle \tau (E,F)}.
Les parties convexes fermées dans E et les parties bornées dans E sont les mêmes pour toutes les topologies localement convexes compatibles avec la dualité entre E et F. On peut donc parler d'une partie fermée convexe ou d'une partie bornée de E, sans précision de la topologie.
Soit maintenant E un espace localement convexe séparé. Sa topologie {\displaystyle \iota (E)} est compatible avec la dualité entre E et {\displaystyle E^{\prime }}, par conséquent {\displaystyle \iota (E)} est moins fine que {\displaystyle \tau (E,E^{\prime })}. Si elle coïncide avec {\displaystyle \tau (E,E^{\prime })}, E est appelé un espace de Mackey (en) (les espaces infratonnelés et les  espaces bornologiques - donc les espaces localement convexes métrisables - sont des espaces de Mackey). Soit {\displaystyle E^{\prime }} de dual de E ; la topologie {\displaystyle \gamma (E^{\prime },E)} est moins fine que {\displaystyle \tau (E^{\prime },E)} ; si E est quasi complet, {\displaystyle \gamma (E^{\prime },E)=c(E^{\prime },E)=\kappa (E^{\prime },E)}, et ces trois topologies sont donc moins fines que {\displaystyle \tau (E^{\prime },E)}.
Soit E et F des espaces localement convexes et {\displaystyle u:E\rightarrow F} une application continue. Alors elle est faiblement continue (i.e. elle est continue pour les topologies {\displaystyle \sigma (E,E^{\prime })} et {\displaystyle \sigma (F,F^{\prime })}). Inversement, si u est faiblement continue, elle est continue pour les topologies de Mackey {\displaystyle \tau (E,E^{\prime })} et {\displaystyle \tau (F,F^{\prime })} ; en particulier, elle est continue pour les topologies {\displaystyle \iota (E)} et {\displaystyle \iota (F)} si E est un espace de Mackey.

### Transposée d'une application linéaire continue
Soit {\displaystyle E_{1}} et  {\displaystyle E_{2}} deux espaces localement convexes séparés, ayant pour duals {\displaystyle E_{1}^{\prime }} et {\displaystyle E_{2}^{\prime }}, et {\displaystyle u:E_{1}\rightarrow E_{2}} une application linéaire continue (i.e. continue pour les topologies {\displaystyle \iota (E_{i})}, {\displaystyle i=1,2}). Puisqu'elle est faiblement continue, elle admet une transposée {\displaystyle ^{t}u:F^{\prime }\rightarrow E^{\prime }} faiblement continue. On montre que {\displaystyle ^{t}u} est continue pour toutes les {\displaystyle {\mathfrak {S}}}-topologies {\displaystyle {\mathfrak {S}}(E_{i}^{\prime },E_{i})} où {\displaystyle {\mathfrak {S}}} est intermédiaire entre {\displaystyle \sigma } et {\displaystyle \beta }, ainsi que pour les topologies de Mackey {\displaystyle \tau (E_{i}^{\prime },E_{i})} ({\displaystyle i=1,2}).

## Bidual

### Définition
- Soit E un espace localement convexe séparé et {\displaystyle E_{\beta }^{\prime }} son dual fort. La topologie {\displaystyle \beta (E^{\prime },E)} n'est pas, en général, compatible avec la dualité entre {\displaystyle E^{\prime }} et E, autrement dit la topologie forte {\displaystyle \beta (E^{\prime },E)} est plus fine que la topologie de Mackey {\displaystyle \tau (E^{\prime },E)} et, en général, ne coïncide pas avec celle-ci. Le dual de {\displaystyle E_{\beta }^{\prime }} est noté {\displaystyle E^{\prime \prime }} et est appelé le bidual de E.

Soit {\displaystyle x\in E} ; l'application {\displaystyle c_{E}(x):x^{\prime }\mapsto <x,x^{\prime }>} est continue pour {\displaystyle \sigma (E^{\prime },E)}, donc a fortiori pour {\displaystyle \beta (E^{\prime },E)}. On a {\displaystyle <x,x^{\prime }>=0} pour tout {\displaystyle x^{\prime }\in E^{\prime }} si, et seulement si
{\displaystyle x\in \left(E^{\prime }\right)^{0}=\left(\ker \left(0\right)\right)^{0}={\overline {\rm {im\left(^{t}0\right)}}}={\bar {0}}=0}
puisque E est séparé. Par suite, l'application linéaire {\displaystyle c_{E}:x\mapsto c_{E}(x)} est une injection de E dans {\displaystyle E^{\prime \prime }}, dite canonique.
- La topologie forte sur {\displaystyle E^{\prime \prime }}, à savoir {\displaystyle \beta (E^{\prime \prime },E^{\prime })}, est la {\displaystyle {\mathfrak {S}}_{1}}-topologie, où {\displaystyle {\mathfrak {S}}_{1}} est l’ensemble des parties bornées de {\displaystyle E_{\beta }^{\prime }}. Comme on l'a vu plus haut, la topologie {\displaystyle \iota (E)} est la {\displaystyle {\mathfrak {S}}_{2}}-topologie, où {\displaystyle {\mathfrak {S}}_{2}} est l’ensemble des parties équicontinues de {\displaystyle E^{\prime }}. Puisque tout ensemble équicontinu de {\displaystyle E^{\prime }} est fortement borné, {\displaystyle {\mathfrak {S}}_{2}\subset {\mathfrak {S}}_{1}}, et la topologie {\displaystyle \iota (E)} est donc moins fine que la topologie induite sur E par {\displaystyle \beta (E^{\prime \prime },E^{\prime })}. Ces deux topologies coïncident si E est bornologique ou tonnelé, puisque dans ce cas les parties équicontinues de {\displaystyle E^{\prime }} coïncident avec les parties fortement bornées.

En particulier, si E est un espace localement convexe métrisable, il est bornologique ; son bidual fort {\displaystyle E_{\beta }^{\prime \prime }} est alors un espace de Fréchet, et E est un sous-espace vectoriel topologique de {\displaystyle E_{\beta }^{\prime \prime }}, fermé dans  {\displaystyle E_{\beta }^{\prime \prime }} si E est lui-même un espace de Fréchet.
- On définit également sur {\displaystyle E^{\prime \prime }} la topologie dite « naturelle ». Il s'agit de la topologie {\displaystyle \varepsilon (E^{\prime \prime },E^{\prime })} où {\displaystyle \varepsilon } désigne l'ensemble des parties équicontinues (en l'occurrence, de {\displaystyle E^{\prime }}). D'après ce qu'on a vu plus haut, cette topologie induit sur E sa topologie initiale (d'où le nom de « topologie naturelle »). Elle est moins fine que {\displaystyle \beta (E^{\prime \prime },E^{\prime })} (et identique à celle-ci si E est bornologique ou tonnelé) et définit dans {\displaystyle E^{\prime \prime }} les mêmes parties bornées.

### Espaces semi-réflexifs
Un espace localement convexe séparé E est dit semi-réflexif si l'injection canonique {\displaystyle c_{E}} est bijective, autrement dit si, en tant qu'espaces vectoriels, E et {\displaystyle E^{\prime \prime }} coïncident. 
L'espace E est semi-réflexif si, et seulement si la topologie {\displaystyle \beta (E^{\prime },E)} est compatible avec la dualité entre E et {\displaystyle E^{\prime }}, c'est-à-dire si {\displaystyle \beta (E^{\prime },E)=\tau (E^{\prime },E)}.
Si E est semi-réflexif, les deux topologies faibles qu'on peut définir sur {\displaystyle E^{\prime }} (à savoir {\displaystyle \sigma (E^{\prime },E)}, parfois appelée « topologie *-faible de {\displaystyle E^{\prime }} », et {\displaystyle \sigma (E^{\prime },E^{\prime \prime })}, « topologie faible de {\displaystyle E^{\prime }} »), sont donc identiques.
Le théorème qui suit, encore appelé théorème de Banach-Alaoglu-Bourbaki, généralise le critère de Banach-Alaoglu pour la réflexivité des espaces de Banach (compacité faible de la boule unité) :
Théorème — Un espace localement convexe séparé E est semi-réflexif si, et seulement si toute partie bornée de E est relativement compacte dans {\displaystyle E_{\sigma }}.
(La conclusion résulte de l'égalité {\displaystyle \beta (E^{\prime },E)=\tau (E^{\prime },E)}, en tenant compte du fait que l'enveloppe convexe fermée d'une partie bornée de E est encore bornée.)
Un espace E est semi-réflexif si, et seulement si {\displaystyle E_{\tau }^{\prime }} est tonnelé, et cela entraîne évidemment que {\displaystyle E_{\beta }^{\prime }} est tonnelé ; E est alors quasi complet pour les topologies {\displaystyle \sigma (E,E^{\prime })} et {\displaystyle \iota (E)} ; plus précisément E est semi-réflexif si, et seulement s'il est quasi complet pour sa topologie affaiblie {\displaystyle \sigma (E,E^{\prime })}.
D'après ce qu'on a dit plus haut, si E est semi-réflexif, la bijection {\displaystyle c_{E}} est telle que sa bijection réciproque {\displaystyle c_{E}^{-1}} est continue.

### Espaces réflexifs
Un espace localement convexe E est dit réflexif s'il est semi-réflexif et si les topologies {\displaystyle \iota (E)} et {\displaystyle \beta (E,E^{\prime })} coïncident.
Le dual fort {\displaystyle E_{\beta }^{\prime }} d'un espace réflexif E est réflexif.
Théorème — Pour qu'un espace localement convexe séparé E soit réflexif, il faut et il suffit qu'il soit semi-réflexif et tonnelé.
(En effet, si E est réflexif, {\displaystyle E_{\beta }^{\prime }} l'est aussi, donc le dual fort de {\displaystyle E_{\beta }^{\prime }}, à savoir E, est tonnelé. Réciproquement, si E est semi-réflexif, {\displaystyle c_{E}} est bijective, et si de plus E est tonnelé, la topologie {\displaystyle \iota (E)} coïncide avec la topologie forte {\displaystyle \beta (E,E^{\prime })}.)
On peut montrer que E est réflexif si, et seulement si E est semi-réflexif et infratonnelé (par conséquent, un espace semi-réflexif est tonnelé si, et seulement s'il est infratonnelé) ; mais un espace semi-réflexif qui est un espace de Mackey n'est pas nécessairement réflexif. Puisqu'un espace réflexif est semi-réflexif, il est quasi complet, mais il existe des espaces réflexifs qui ne sont pas complets. Le quotient d'un espace semi-réflexif (resp. réflexif) par un sous-espace fermé peut n'être pas semi-réflexif (resp. réflexif) ; en revanche, un sous-espace fermé d'un espace semi-réflexif est semi-réflexif.
Soit E un espace localement convexe. Les conditions suivantes sont équivalentes :
(i) {\displaystyle E_{\tau }} est réflexif ;
(ii) {\displaystyle E_{\tau }^{\prime }} est réflexif ;
(iii) {\displaystyle E_{\sigma }} et {\displaystyle E_{\sigma }^{\prime }} sont tous deux semi-réflexifs ;
(iv) {\displaystyle E_{\tau }} et {\displaystyle E_{\tau }^{\prime }} sont tous deux tonnelés.
Un produit et une somme directe topologique d'espaces localement convexes semi-réflexifs (resp. réflexifs) est un espace semi-réflexif (resp. réflexif). Une limite inductive stricte d'une suite d'espaces réflexifs est un espace réflexif. Un espace localement convexe semi-réflexif est distingué.
- Si E est un espace de Fréchet, il est, comme on l'a vu plus haut, un sous-espace vectoriel topologique fermé de son bidual fort {\displaystyle E_{\beta }^{\prime \prime }}, et E est donc non dense dans {\displaystyle E_{\beta }^{\prime \prime }} s'il n'est pas réflexif. S'il est semi-réflexif, il est réflexif puisque c'est un espace de Mackey. Ceci s'applique en particulier aux espaces de Banach.

- D'après le théorème de la représentation de Riesz, un espace de Hilbert est réflexif, par conséquent sa boule unité est faiblement compacte.

## Cas particuliers
La théorie de la dualité, telle qu'exposée plus haut, se simplifie notablement dans les cas particuliers étudiés ci-après.

### Espaces tonnelés quasi complets
Le cas des espaces tonnelés quasi complets (ou même complets) est très important car la plupart des espaces rencontrés en analyse fonctionnelle soit ont cette propriété, soit sont les duals d'espaces ayant cette propriété. Cela est dû au fait que les espaces de Fréchet (donc les espaces de Banach) sont tonnelés et complets (donc quasi complets), que la limite inductive d'une famille d'espaces tonnelés est tonnelée, et que la limite inductive stricte d'une suite d'espaces localement convexes quasi complets (resp. complets) est quasi complète (resp. complète). Un espace bornologique quasi complet (ou même semi-complet) est tonnelé et son dual fort est complet.
Rappelons que si E est un espace localement convexe, les parties convexes fermées dans E et les parties bornées dans E sont les mêmes pour toutes les topologies de E compatibles avec la dualité, et en particulier pour la topologie affaiblie et la topologie initiale.
Soit E un espace tonnelé quasi complet. Alors E est un espace de Mackey, donc est un sous-espace vectoriel topologique de son bidual (et ce sous-espace est fermé si E est complet). De plus, les ensembles bornés de {\displaystyle E^{\prime }}, pour toute bornologie {\displaystyle {\mathfrak {S}}} de E, sont identiques. On peut donc appeler ces ensembles, sans risque de confusion, les ensembles bornés de {\displaystyle E^{\prime }}. Ces ensembles coïncident avec les ensembles équicontinus, les ensembles *-faiblement relativement compacts et les ensembles *-faiblement précompacts.
En particulier soit E un espace tonnelé et {\displaystyle \mathbf {B} ^{\prime }} une partie de {\displaystyle E^{\prime }}. 
(1) Les conditions suivantes sont équivalentes (théorème de Banach-Steinhaus) :
(a) pour tout voisinage {\displaystyle V^{\prime }} de 0 dans {\displaystyle E_{\beta }^{\prime }} , il existe {\displaystyle \alpha >0} tel que {\displaystyle \mathbf {B} ^{\prime }\subset \lambda V^{\prime }} pour {\displaystyle \left\vert \lambda \right\vert \geq \alpha } (ceci exprime le fait que {\displaystyle \mathbf {B} ^{\prime }} est fortement borné) ;
(b) pour tout {\displaystyle \varepsilon >0}, il existe un voisinage V de 0 dans {\displaystyle E_{\iota }} tel que {\displaystyle \left\vert \left\langle x,x^{\prime }\right\rangle \right\vert <\varepsilon } pour tous {\displaystyle x\in V,x^{\prime }\in \mathbf {B} ^{\prime }} (ceci exprime le fait que {\displaystyle \mathbf {B} ^{\prime }} est équicontinu) ;
(c) pour tout {\displaystyle x\in E}, {\displaystyle \left\{\left\vert \left\langle x,x^{\prime }\right\rangle \right\vert :x^{\prime }\in \mathbf {B} ^{\prime }\right\}} est borné dans k (ceci exprime le fait que {\displaystyle \mathbf {B} ^{\prime }} est *-faiblement borné).
(2) Soit {\displaystyle (x_{i})_{i\in I}} une suite généralisée tendant vers 0 dans {\displaystyle E_{\iota }} ; alors {\displaystyle \sup \limits _{x^{\prime }\in \mathbf {B} ^{\prime }}\left\vert \left\langle x_{i},x^{\prime }\right\rangle \right\vert } tend vers 0 dans k  (ceci exprime le fait que la forme bilinéaire canonique est {\displaystyle {\mathfrak {S}}}-hypocontinue pour tout ensemble {\displaystyle {\mathfrak {S}}} de parties bornées de {\displaystyle E^{\prime }}).
Un espace tonnelé quasi complet E est réflexif si, et seulement s'il est semi-réflexif, donc si, et seulement si toute partie bornée de E est relativement compacte dans {\displaystyle E_{\sigma }} (i.e. est faiblement relativement compacte).
Proposition — Un espace localement convexe est tonnelé, quasi complet et réflexif si, et seulement si son dual fort est tonnelé, quasi complet et réflexif.
Si E est un espace tonnelé, quasi complet et réflexif, les propriétés (1) et (2) ci-dessus restent donc valides si l'on échange les rôles de E et {\displaystyle E^{\prime }}. C'est notamment ce qui se produit dans la théorie des distributions puisque, {\displaystyle \Omega } désignant un ouvert de {\displaystyle \mathbb {R} ^{n}} ou une variété différentielle de dimension finie paracompacte, l'espace {\displaystyle {\mathcal {D}}(\Omega )} des fonctions indéfiniment dérivables dans {\displaystyle \Omega } est un espace tonnelé complet réflexif (c'est même un espace de Montel complet).

### Espaces de Banach
Soit E un espace de Banach. Il est tonnelé et complet, donc tout ce qui précède s'applique. De plus, son dual fort est un espace de Banach, ainsi que son bidual fort {\displaystyle E_{\beta }^{\prime \prime }}, et E est un sous-espace de Banach de {\displaystyle E_{\beta }^{\prime \prime }}. Soit {\displaystyle x^{\prime \prime }\in E^{\prime \prime }} et {\displaystyle x\in E}. On a, avec {\displaystyle y=x} ou {\displaystyle y=x^{\prime \prime }}
{\displaystyle \left\Vert y\right\Vert =\sup \limits _{x^{\prime }\in E^{\prime },\left\Vert x^{\prime }\right\Vert \leq 1}\left\vert \left\langle x^{\prime },y\right\rangle \right\vert ,\left\Vert x^{\prime }\right\Vert =\sup \limits _{x\in E,\left\Vert x\right\Vert \leq 1}\left\vert \left\langle x^{\prime },x\right\rangle \right\vert }
par conséquent la boule unité fermée de {\displaystyle E_{\beta }^{\prime \prime }} est le bipolaire {\displaystyle \mathbf {B} ^{00}} de la boule unité fermée {\displaystyle \mathbf {B} } de {\displaystyle E_{\iota }}. Par suite, {\displaystyle \mathbf {B} ^{00}} est l'adhérence de {\displaystyle \mathbf {B} } pour la topologie {\displaystyle \sigma (E^{\prime \prime },E^{\prime })}, donc E est dense dans {\displaystyle E^{\prime \prime }} muni de cette topologie. On sait que E est réflexif si, et seulement si la boule unité {\displaystyle \left\Vert x\right\Vert \leq 1} est compacte pour la topologie affaiblie {\displaystyle \sigma (E,E^{\prime })}. Si E et F sont deux espaces vectoriels normés et u une application linéaire continue de E dans F, dont la norme est définie par
{\displaystyle \left\Vert u\right\Vert =\sup \limits _{\left\Vert x\right\Vert \leq 1}\left\Vert u\left(x\right)\right\Vert }
on déduit de ce qui précède que {\displaystyle \left\Vert ^{t}u\right\Vert =\left\Vert u\right\Vert }.